# Einheiten- und Zeitgesetz
Das deutsche Gesetz über die Einheiten im Messwesen und die Zeitbestimmung (kurz Einheiten- und Zeitgesetz, EinhZeitG) ermächtigt das Bundesministerium für Wirtschaft und Klimaschutz, die gesetzlichen Einheiten festzulegen, und definiert einige Aufgaben der Physikalisch-Technischen Bundesanstalt. Das alleinige Recht des Bundes, Gesetze über Maße und Gewichte zu erlassen, begründet sich aus Art. 73 Abs. 1 Nr. 4 GG.
Entsprechend der Richtlinie 80/181/EWG legt die Einheitenverordnung (Ausführungsverordnung zum Gesetz über Einheiten im Messwesen, EinhV) als gesetzliche Einheiten die SI-Einheiten und einige Nicht-SI-Einheiten fest. Damit dürfen in Deutschland im geschäftlichen und amtlichen Verkehr nur gesetzliche Einheiten verwendet werden, sofern das Einheiten- und Zeitgesetz keine Ausnahme vorsieht. Zusätzliche Angaben in nicht gesetzlichen Einheiten sind zulässig, soweit die Angabe in der gesetzlichen Einheit hervorgehoben ist. Zuwiderhandlungen im geschäftlichen Verkehr stellen Ordnungswidrigkeiten dar.
Mit Wirkung vom 12. Juli 2008 wurden die Bestimmungen des früheren Zeitgesetzes in dieses Gesetz mit dem früheren Titel Gesetz über Einheiten im Messwesen (MeßEinhG) eingefügt.
Die knapp gehaltene „Ausführungsverordnung zum Gesetz über die Einheiten im Messwesen und die Zeitbestimmung (Einheitenverordnung – EinhV)“ enthält neben den Definitionen der SI-Basiseinheiten im Wesentlichen Tabellen mit Einheitennamen, Einheitenzeichen und Angaben zu Vorsätzen und Vorsatzzeichen, mit deren Hilfe dezimale Vielfache und Teile von Einheiten bezeichnet werden können. Die ursprüngliche Fassung der Verordnung (BGBl. I 1970 S. 981) war hingegen sehr ausführlich. Sie enthielt nicht nur Umrechnungsbeziehungen und Übergangsfristen für veraltete Einheiten, sondern auch verbale Definitionen vieler abgeleiteter Einheiten und allgemeine Bildungsregeln für abgeleitete Einheiten, wofür heute auf die Richtlinie verwiesen wird. In dieser ursprünglichen Ausgabe der Verordnung wurde die Benennung „abgeleitete Einheit“ jedoch in einem Sinn verwendet, der gegenüber dem heute Üblichen erweitert ist; danach ist z. B. der Tag eine abgeleitete Zeiteinheit.
Ursprünglich hatte die Physikalisch-Technische Bundesanstalt im Einheitengesetz auch die Aufgabe erhalten, eine „Tafel der gesetzlichen Einheiten“ bekannt zu machen. Inzwischen sind ihre Stellung und Aufgaben in § 6 des Gesetzes (sowie in §§ 45–47 MessEG) geregelt.

## Abgrenzung zu Eigenschaftsbezeichnungen
Unklar ist das Gesetz in Bezug auf die Abgrenzung zu Eigenschaftsbezeichnungen. Dies trifft insbesondere auf folgende Fälle zu:
- Die einzig zutreffende Maßeinheit ist keine gesetzliche Maßeinheit: Ein Beispiel ist die Einheit Bit oder Byte für die Angabe der Speichergröße bei magnetischen, elektrischen oder optischen Datenspeichern.
- Eine Maßbezeichnung spezifiziert zugleich einen Artikel: Ein Beispiel sind zöllige Gewinderohre, Fittings und Schrauben mit Whitworth-Gewinde oder Pkw-Felgen, deren Größenangabe in Zoll zugleich ein allgemein eingebürgerter Bestandteil der Produktbezeichnung ist.
- Ein Verrechnungsmaß liegt vor, welches das tatsächliche Gewicht, das Volumen oder die Länge nicht wiedergibt, sondern aufgrund von in Handelsbräuchen festgelegten Meß- und Berechnungsregeln bestimmt wird: Ein Beispiel sind die Einheiten Festmeter und Raummeter als Verrechnungseinheiten von Rohholz. Hier drückt die Verrechnungseinheit aus, dass es sich gerade nicht um den tatsächlichen Gehalt oder Inhalt handelt, sondern um ein Verrechnungsmaß.

## Liste der gesetzlichen Einheiten in Deutschland mit besonderem Namen
SI-Einheiten sind grün hinterlegt; vom Internationalen Büro für Maß und Gewicht (BPIM) zum Gebrauch mit dem SI zugelassene Einheiten gelb.
| Einheitenname                               | Einheitenzeichen | Größe                                                       |
| ------------------------------------------- | ---------------- | ----------------------------------------------------------- |
| Ampere                                      | A                | elektrische Stromstärke                                     |
| Ar                                          | a                | Fläche von Grundstücken und Flurstücken                     |
| Atomare Masseneinheit                       | u                | Masse in der Atomphysik                                     |
| Bar                                         | bar              | Druck                                                       |
| Barn                                        | b                | Wirkungsquerschnitt                                         |
| Becquerel                                   | Bq               | Aktivität einer radioaktiven Substanz                       |
| Candela                                     | cd               | Lichtstärke                                                 |
| Coulomb                                     | C                | elektrische Ladung, Elektrizitätsmenge                      |
| Dioptrie                                    | dpt              | Brechwert von optischen Systemen                            |
| Elektronvolt                                | eV               | Energie in der Atomphysik                                   |
| Farad                                       | F                | elektrische Kapazität                                       |
| Gon                                         | gon              | ebener Winkel                                               |
| Grad                                        | °                | ebener Winkel                                               |
| Grad Celsius                                | °C               | Celsius-Temperatur                                          |
| Gramm                                       | g                | Masse                                                       |
| Gray                                        | Gy               | Energiedosis, spezifische Energie, Kerma, Energiedosisindex |
| Hektar                                      | ha               | Fläche von Grundstücken und Flurstücken                     |
| Henry                                       | H                | Induktivität                                                |
| Hertz                                       | Hz               | Frequenz                                                    |
| Joule                                       | J                | Energie, Arbeit, Wärmemenge                                 |
| metrisches Karat                            |                  | Masse von Edelsteinen                                       |
| Katal                                       | kat              | katalytische Aktivität                                      |
| Kelvin                                      | K                | thermodynamische Temperatur                                 |
| Kilogramm                                   | kg               | Masse                                                       |
| Liter                                       | l, L             | Volumen                                                     |
| Lumen                                       | lm               | Lichtstrom                                                  |
| Lux                                         | lx               | Beleuchtungsstärke                                          |
| Meter                                       | m                | Länge                                                       |
| Millimeter-Quecksilbersäule                 | mmHg             | Blutdruck und Druck anderer Körperflüssigkeiten             |
| Minute                                      | ′                | ebener Winkel                                               |
| Minute                                      | min              | Zeit                                                        |
| Mol                                         | mol              | Stoffmenge                                                  |
| Newton                                      | N                | Kraft                                                       |
| Ohm                                         | Ω                | elektrischer Widerstand                                     |
| Pascal                                      | Pa               | Druck                                                       |
| Radiant                                     | rad              | ebener Winkel                                               |
| Sekunde                                     | ″                | ebener Winkel                                               |
| Sekunde                                     | s                | Zeit                                                        |
| Siemens                                     | S                | elektrischer Leitwert                                       |
| Sievert                                     | Sv               | Äquivalentdosis                                             |
| Steradiant                                  | sr               | Raumwinkel                                                  |
| Stunde                                      | h                | Zeit                                                        |
| Tag                                         | d                | Zeit                                                        |
| Tesla                                       | T                | magnetische Flussdichte                                     |
| Tex                                         | tex              | längenbezogene Masse von textilen Fasern und Garnen         |
| Tonne                                       | t                | Masse                                                       |
| Var                                         | var              | Blindleistung in der elektrischen Energietechnik            |
| Vollwinkel                                  |                  | ebener Winkel                                               |
| Volt                                        | V                | elektrisches Potential, elektrische Spannung                |
| Watt                                        | W                | Leistung, Energiestrom                                      |
| Weber                                       | Wb               | magnetischer Fluss                                          |
| Quelle: Ausführungsverordnung zum EinhZeitG |                  |                                                             |

Die folgenden Einheiten wurden vom BIPM zum Gebrauch mit dem SI zugelassen, sind aber keine gesetzlichen Einheiten gemäß diesem Gesetz: Astronomische Einheit, Neper, Bel und Dezibel.